# Andrzej Frycz Modrzewski
Andrzej Frycz Modrzewski (Andreas Fricius Modrevius) (Wolbórz, c. 20 de setembro de 1503 – por volta do ano de 1572) foi um erudito renascentista, humanista e teólogo polonês, chamado de "o pai da democracia polonesa".

## Vida
Andrzej nasceu em Wolbórz, também conhecida por Woybor, Voibor, Woibor, Wojbor, Woyborz e Wolborz, perto da atual Piotrków Trybunalski, o filho de Jakub Modrzewski (1477 - 1529).
Modrzewski era da baixa szlachta (embora alguns autores digam que ele veio da nobreza empobrecida) e possuía o título hereditário de Prefeito (Wójt/Vogt/Advocatus) de Wolbórz. Depois de se formar pela Academia da Cracóvia foi ordenado vigário e serviu sob as ordens do arcebispo Jan Łaski, o Velho e mais tarde sob as ordens do bispo de Poznań, Jan Latalski.
A partir de 1530 ele esteve ligado à corte de Jan Łaski, o Jovem, o primaz polonês e sobrinho de Łaski, o Velho. Tendo vivido por um tempo na Alemanha, onde estudou na Universidade Luterana, ele teve contato com Martinho Lutero e outros antigos reformadores protestantes em Wittenberg. Ele cuidou também da biblioteca de Erasmo de Roterdão.
Retornou para a Polônia em 1541 e se tornou um funcionário da corte do rei Sigismundo Augusto em 1547. Desde 1553 permaneceu em sua terra natal, Wolbórz, mas uma vez que ele havia apoiado fortemente os reformistas protestantes (especialmente calvinistas e arianos da Irmandade polonesa) circulou que ele estaria em perigo de ser acusado de heresia e ameaçado de perder seus títulos eclesiásticos e cargos oficiais. O rei, entretanto, emitiu uma carta de proteção para ele.

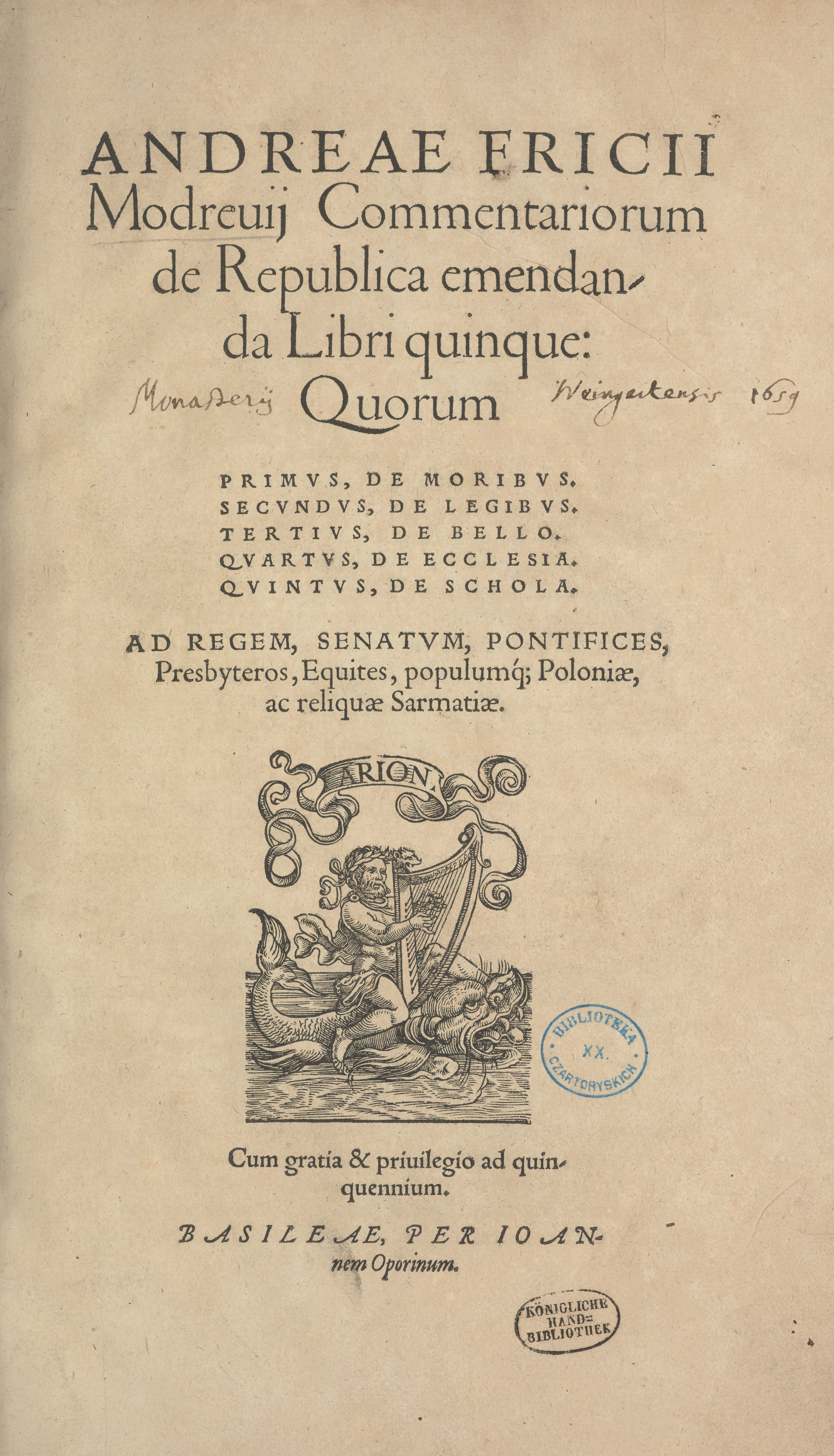
A primeira página da de Republica emendanda (Basileia, 1554).

Suas obras: 1543, em latim, Lascius, sive de Poena homicidii ("Lascius, ou a Pena para Assassinato") com o título em polonês: Łaski albo o karze za mężobójstwo; O Discurso de um Verdadeiro Peripatético (1545); O Progresso da República das Duas Nações (1554, em latim: de Republica emendanda, primeiramente editado em Basileia, título polonês: "O poprawie Rzeczpospolitej"); Silve Quator (1590, póstumo).
Em 'Lascius, ou a Pena para Assassinato' ele criticou a desigualdade na aplicação da lei com relação às diferentes classes sociais: enquanto que a pena para quem matasse um nobre variava de uma multa de 120 grzywna passando pela prisão perpétua ou a morte, a pena para quem matasse um camponês era de apenas 10 grzywna.
Mas foi 'O Progresso da República das Duas Nações' que lhe trouxe fama eterna e internacional. Ele defende uma monarquia central forte, onde o rei deveria proteger o direito de todos. Ele postulou a igualdade de todos os cidadãos perante a lei, criticou a proibição (1565) das pessoas que não eram nobres de possuírem terras e escreveu que o camponês deveria ter a sua própria terra para trabalhar e que o morador da cidade deveria poder comprar terras e ser eleito para cargos no governo (esses direitos eram apenas reservados para os nobres), exigiu a reforma (secularização) da educação, a separação entre Estado e Igreja. Este tratado foi traduzido em muitos idiomas europeus e trouxe-lhe muitos inimigos dentro da Igreja, inclusive o Papa Paulo V que colocou o seu livro no Index Librorum Prohibitorum (Lista dos Livros Proibidos).
Modrzewski era favorável a que se enviasse uma delegação mista eclesiástica e secular para o Concílio de Trento (onde ele seria enviado como um dos delegados poloneses).
Ele defendeu o irenismo e o elemento democrático e ecumênico na Igreja.

## Herdeiros
Entre os descendentes de sua filha estão o presidente polonês Lech Kaczyński e a Princesa Mathilde, duquesa de Brabante.